# Eukiefferiella yasunoi
Eukiefferiella yasunoi är en tvåvingeart som beskrevs av Sasa 1979. Eukiefferiella yasunoi ingår i släktet Eukiefferiella och familjen fjädermyggor. Inga underarter finns listade i Catalogue of Life.